# Per Oscarsson
Per Oscar Heinrich Oscarsson (* 28. Januar 1927 in Stockholm; † 31. Dezember 2010 nahe Skara) war ein schwedischer Schauspieler, Regisseur und Drehbuchautor. Durch seine Theaterarbeit und sein Mitwirken in über 130 Film- und Fernsehproduktionen zählte er zu den angesehensten Schauspielern Skandinaviens. Für Henning Carlsens Spielfilm Hunger (1966) erhielt er den Darstellerpreis der Internationalen Filmfestspiele von Cannes.

## Leben

### Schauspielausbildung und erste Filmrollen
Per Oscarsson war Sohn von Theresia Oscarsson (Geburtsname Kueppers) und dem Architekten Ingmar Einar Oscarsson. Nach einer freudlosen Kindheit entschied sich der phantasievolle Oscarsson in der Oberschule, den Beruf des Schauspielers zu ergreifen, und erhielt Unterricht bei dem Theaterregisseur und Schauspieler Gösta Terserus. Obwohl seine Mutter gegen eine Karriere als Schauspieler war, fälschte er 1944 ihre Unterschrift, um Aufnahme an der Dramatens elevskola, der Schauspielschule des Königlichen Dramatischen Theaters von Stockholm, zu finden. 1947 beendete er seine Ausbildung an der Dramatens elevskola, an der auch Greta Garbo oder Alf Sjöberg studiert hatten, und feierte seinen Durchbruch 1948 mit einer Rolle in Stig Dagermans Stück Skuggan av Mart. Nach mehreren Jahren am Königlichen Dramatischen Theater wechselte er 1953 zum Göteborger Stadsteater, wo er bis ins Jahr 1959 tätig war. Hier brillierte Oscarsson vor allem in klassischen Stücken wie der Titelrolle in William Shakespeares Hamlet (1953) oder Wie es euch gefällt (1957). Mit seinem viel beachteten Hamlet trat er später in einer Inszenierung in Paris auf. Er war aber auch in moderneren Stoffen zu sehen, so als Armand Duval in Alexandre Dumas’ Die Kameliendame (1954) und als Orin in Eugene O’Neills zeitgenössischem Drama Trauer muß Elektra tragen (1956). Anfang der 1960er Jahre war Oscarsson auch als Autor tätig und veröffentlichte die Erzählung Nattens färger (1960), mit der er seine Furcht und Scheu hinsichtlich seiner Theatertätigkeit verarbeitete, sowie mit Avslöjandet (1961) ein Theaterstück. 1964 wechselte er zum Ensemble des Stockholmer Riksteaters. Aufgrund seines Lampenfiebers beendete der Schwede Mitte der 1970er Jahre seine Theaterkarriere, ehe er 1989 in Göteborg mit Arthur Millers Tod eines Handlungsreisenden wieder auf die Bühne zurückkehrte.
Mitte der 1940er Jahre begann Per Oscarsson parallel zu seiner Theaterkarriere in Film- und Fernsehproduktionen aufzutreten und es folgten kleine Rollen in den Dramen Örnungar (1944) und Den allvarsamma leken (1945) von Ivar Johansson beziehungsweise Rune Carlsten. Erstmals offiziell erwähnt wurde der 1,80 m große Schauspieler in Gustaf Edgrens Komödie Kristin kommenderar, in der er an der Seite von Gunnar Björnstrand agierte. Daraufhin war Oscarsson regelmäßig im schwedischen Kino und später auch im Fernsehen zu sehen. Es folgten unter anderem das Lofoten-Fischer-Drama Sohn des Meeres (1949) mit Ingrid Thulin, Gefahren der Liebe (1951), in dem Regisseur Gösta Werner versuchte, spielfilmartig über Geschlechtskrankheiten aufzuklären, und Karin Mansdotter (1954), die Filmbiografie der einfachen Soldatentochter Karin Månsdotter (gespielt von Ulla Jacobsson), die im 16. Jahrhundert zur Geliebten und Gattin des Schwedenkönigs Erik XIV. avancierte.

### Durchbruch mit „Hunger“
In den 1960er Jahren arbeitete Oscarsson wiederholt mit Arne Mattsson (Ljuvlig är sommarnatten, 1961; Biljett till paradiset, 1962; Vaxdockan, 1962; Det är hos mig han har varit, 1963) und Jan Troell (Hier hast du dein Leben, 1966; Raus bist du, 1968) zusammen, doch war es die Kooperation mit dem Dänen Henning Carlsen, durch die er einem internationalen Publikum bekannt wurde. 1966 erschien Oscarsson in Carlsens Drama Hunger, in dem er als junger Schriftsteller Pontus zu sehen ist, der völlig mittellos um 1890 in seiner Heimatstadt Oslo lebt und eine flüchtige Beziehung zu der schönen Ylajali (gespielt von Gunnel Lindblom) unterhält.
Die Verfilmung eines Romans von Knut Hamsun feierte ihre Premiere im Mai 1966 auf den 19. Internationalen Filmfestspiele von Cannes, wo Oscarsson von der Kritik hochgelobt wurde und sich den Darstellerpreis gegen so renommierte Schauspielkollegen wie den später Oscar-nominierten Michael Caine (Der Verführer läßt schön grüßen) oder Orson Welles (Falstaff) sicherte. Ein Jahr später wurde das Porträt des Pontus mit dem schwedischen Filmpreis Guldbagge und der dänischen Bodil honoriert und auch in den Vereinigten Staaten fand die Leistung des fast 40-Jährigen Beachtung, wo Hunger zwei Jahre später in den Kinos anlief. Die New York Times erkannte den Pontus als „brillant gespielt“ an und 1969 gewann Oscarsson als erster Schauspieler eines nicht-englischsprachigen Films den Preis der National Society of Film Critics als Bester Hauptdarsteller. Abgesehen davon führte seine Hunger-Performance zu einer Verpflichtung für die Folge Noon Wine (1966) der amerikanischen TV-Serie ABC Stage 67 unter der Regie des seinerzeit mit einem Spielfilm-Boykott belegten Sam Peckinpah verkörperte er einen Landarbeiter, den im texanischen Süden trotz allen Fleißes die Vergangenheit – er war aus einer Irrenanstalt geflohen – einholt und vernichtet.
Nach dem Erfolg von Hunger war Per Oscarsson häufig auf den Part des hochsensiblen, selbstquälerischen Außenseiters mit ausgefallenen Eigenheiten festgelegt und es folgten vermehrt Engagements in ausländischen Filmproduktionen, darunter Anthony Manns Spionagefilm Der Todestanz eines Killers (1968) oder Carlos Sauras Literaturverfilmung Höhle der Erinnerungen (1969), in denen Geraldine Chaplin, Tom Courtenay, Laurence Harvey oder Mia Farrow seine Filmpartner waren. 1972 bekleidete Oscarsson die Nebenrolle des Pastor Törner in Jan Troells mehrfach für den Oscar nominierten Auswanderer-Epos Das neue Land mit Max von Sydow und Liv Ullmann in den Hauptrollen, dem 1973 ein Part in dem deutschen Abenteuerfilm Traumstadt von Johannes Schaaf folgte. Einem breiten europäischen Kinopublikum ist der Schwede auch durch die Astrid-Lindgren-Verfilmung Ronja Räubertochter (1984) in Erinnerung geblieben, in der er den Räuberhauptmann Borka verkörpert. Oscarsson blieb auch in den folgenden drei Jahrzehnten als Filmschauspieler aktiv und spielte in über 130 Film- und Fernsehproduktionen mit. Anhaltende Popularität brachte ihm in Schweden die Rolle des Polizeichefs Gustav Jörgenson in der Krimiserie Polisen i Strömstad ein, die von 1982 bis 1996 vom öffentlich-rechtlichen Fernsehsender SVT ausgestrahlt wurde. Zuletzt übernahm er den Part des Holger Palmgren in den Stieg-Larsson-Verfilmungen Verdammnis und Vergebung (beide 2009).

### Privatleben
Ende der 1940er Jahre trat der Schauspieler den Zeugen Jehovas bei, nachdem er zuvor ein Interesse für die Geheimgesellschaft der Rosenkreuzer bekundet hatte. 1966 rief Oscarsson einen Skandal hervor, als er sich in der populären schwedischen Fernsehsendung Hylands hörna von Lennart Hyland bis auf die Unterhose entkleidete. Auch übte er eine Nebentätigkeit als Laienprediger aus und zog sich in den 1970er Jahren vorübergehend als Hühnerzüchter zurück. Neben der Arbeit als Schauspieler am Theater und im Film trat Per Oscarsson auch als Regisseur und Drehbuchautor an dem Spielfilm Ebon Lundin (1973) und dem Dokumentarfilm Sverige åt svenskarna (1980) in Erscheinung, in denen er jeweils die Hauptrollen bekleidete und sie auch mit seiner eigenen Gesellschaft Filmligen produzierte.
Per Oscarsson war mehrfach verheiratet. 1960 ehelichte er Baerbel Kraemer, eine weitere Ehe ging er mit seiner Berufskollegin Gerd Hegnell ein. Oscarssons letzte Ehefrau war die Schauspielerin Kia Östling. Mit ihr lebte er zurückgezogen in einem Haus in der Nähe von Skara. In der Nacht zum 31. Dezember 2010 brannte das Haus bis auf die Grundmauern nieder. Dabei kamen der 83-jährige Oscarsson und die 67-jährige Östling ums Leben. Der Schauspieler bereitete zu dieser Zeit seine Autobiografie vor, die bei dem Feuer vernichtet wurde.
Oscarsson war Vater eines Sohnes und zweier Töchter. Sein 1960 geborener Sohn Boman Oscarsson war ebenfalls als Schauspieler tätig.

## Filmografie (Auswahl)
- 1949: Sohn des Meeres (Havets son)
- 1951: Gefahren der Liebe (Möte med livet)
- 1953: Barabbas – Der Mann im Dunkel (Barabbas)
- 1954: Karin Mansdotter (Karin Månsdotter)
- 1966: Syskonbädd 1782
- 1966: Hunger
- 1966: Hier hast du dein Leben (Här har du ditt liv)
- 1968: Raus bist du (Ole dole doff)
- 1968: Todestanz eines Killers (A Dandy in Aspic)
- 1968: Doktor Glas
- 1969: Ich heiße An-Magritt (An-Magritt)
- 1969: Höhle der Erinnerungen (La madriguera)
- 1971: Das vergessene Tal (The Last Valley)
- 1971: Der unheimliche Besucher (The Night Visitor)
- 1972: Mord nach Maß (Endless Night)
- 1972: Das neue Land (Nybyggarna)
- 1973: Der Bunker (The Blockhouse)
- 1973: Traumstadt
- 1974: Gangsterfilm (Gangsterfilmen)
- 1977: Dagny
- 1977: Der Auftrag (Uppdraget)
- 1977: Die Brüder Löwenherz (Bröderna Lejonhjärta)
- 1981: Die Ballade der Lucy Jordan (Montenegro)
- 1982: Polisen som vägrade svara´(Fernsehmehrteiler)
- 1984: Polisen som vägrade ge upp (Fernsehmehrteiler)
- 1984: Ronja Räubertochter (Ronja Rövardotter)
- 1988: Polisen som vägrade ta semester (TV)
- 1988: Im Wald sind keine Räuber (Ingen rövare finns i skogen)
- 1991: Der Fassadenkletterer (Fasadklättraren, TV)
- 1993: Polisen och domarmordet (Fernsehmehrteiler)
- 1993: Ein Leben für Rita (Drömmen om Rita)
- 1994: Håll huvet kallt (Fernsehserie)
- 1994: Opa gesucht! (Kan du vissla Johanna?, TV)
- 1996: Polisen och pyromanen (Fernsehmehrteiler)
- 2001: Null Bock auf Landluft (Send mere slik)
- 2001: Kaspar i Nudådalen (Fernsehserie)
- 2003: Manden bag døren
- 2005: Unge Andersen
- 2006: Den som viskar (TV)
- 2009: Verdammnis (Flickan som lekte med elden)
- 2009: Vergebung (Luftslottet som sprängdes)

## Auszeichnungen
Guldbagge
- 1967: Bester Darsteller für Hunger

Bodil
- 1967: Bester Hauptdarsteller für Hunger

Internationale Filmfestspiele von Cannes
- 1966: Bester Darsteller für Hunger

Festival Internacional de Cinema do Porto
- 1983: nominiert in der Kategorie Bester Film für Sverige åt svenskarna

National Society of Film Critics
- 1969: Bester Hauptdarsteller für Hunger

Robert
- 2004: nominiert in der Kategorie Bester Nebendarsteller für  Manden bag døren